# برادفورد كانون
برادفورد كانون (بالإنجليزية: Bradford Cannon)‏ هو جراح أمريكي، ولد في 2 ديسمبر 1907، وتوفي في 20 ديسمبر 2005.